# El Llano de Azuas
El Llano de Azuas är en ort i Mexiko.   Den ligger i kommunen Palmillas och delstaten Tamaulipas, i den centrala delen av landet, 400 km norr om huvudstaden Mexico City. El Llano de Azuas ligger 1 595 meter över havet och antalet invånare är 208.
Terrängen runt El Llano de Azuas är kuperad åt sydost, men åt nordväst är den bergig. Runt El Llano de Azuas är det mycket glesbefolkat, med 2 invånare per kvadratkilometer. El Llano de Azuas är det största samhället i trakten. I omgivningarna runt El Llano de Azuas växer i huvudsak blandskog.